# Амня
Амня — река или протока в России, протекает по территории Белоярского района Ханты-Мансийского АО, левый приток реки Казыма. На реке вблизи устья расположено село Казым.
Высота устья — 18,3 м над уровнем моря.
Протекает по северной части Западно-Сибирской равнины. Длина реки — 374 км, площадь водосборного бассейна — 7210 км². Долина сильно заболочена; русло извилистое. Питание главным образом снеговое. Замерзает в начале ноября, вскрывается во 2-й половине мая.

## Притоки
(км от устья)
- 3 км: Ваквис (пр)
- 17 км: Бобровка (лв)
- 25 км: Кирипвисъюган (пр)
- 39 км: Ишъюган (лв)
- 49 км: Нюрумъюган (пр)
- 75 км: Унвис (пр)
- 77 км: Айвис (пр)
- 88 км: Сохтасоим (лв)
- 109 км: Вельюган (пр)
- 218 км: Лертсоим (пр)
- Лунгвешсоим (лв)
- 235 км: Айюган (пр)
- Катъегартсоим (лв)
- Покренынгсоим (лв)
- Ай-Потынсоим (пр)
- 266 км: Ун-Потынсоим (пр)
- Ай-Ёгартсоим (лв)
- Мувнорлынгсоим (лв)
- Шухтысоим (пр)
- 281 км: Ай-Воятсоим (лв)
- 284 км: Сорумамня (пр)
- 290 км: Ун-Воятсоим (лв)
- 310 км: Кальодынгсоим (лв)
- 318 км: Партамня (лв)
- Мусоим (лв)
- Ханжалгулсоим (пр)
- 337 км: Ай-Нярсоим (пр)
- 340 км: Уй-Нярсоим (пр)
- Ай-Торнынгсоим (пр)
- 353 км: Торнынгсоим (пр)
- 358 км: Ухытъюган (лв)
- 363 км: Лялъюган (пр)

## Расход воды
| Средний расход воды (м³/с) реки Амня по месяцам с 1962 по 1999 гг. (замеры производились на гидрологическом посту Казим) |

## Данные водного реестра
По данным государственного водного реестра России относится к Нижнеобскому бассейновому округу, водохозяйственный участок реки — Обь от впадения Иртыша до впадения реки Северная Сосьва, речной подбассейн реки — бассейны притока Оби от Иртыша до впадения Северной Сосьвы. Речной бассейн реки — (Нижняя) Обь от впадения Иртыша.
Код объекта в государственном водном реестре — 15020100112115300021200.